# Ricky Pearsall
Richard Pearsall Jr. (Phoenix, 9 settembre 2000) è un giocatore di football americano statunitense che milita nel ruolo di wide receiver per i San Francisco 49ers della National Football League (NFL).

## Carriera universitaria
Pearsall iniziò la sua carriera nel college football ad Arizona State. Nella prima stagione ebbe 7 ricezioni per 128 yard. L'anno seguente disputò tutte le 4 partite dei Sun Devils nella stagione accorciata per il COVID-19, ricevendo 6 passaggi per 86 yard e un touchdown. Nel 2021 ebbe 48 ricezioni per 580 yard e guidò la squadra con 4 touchdown su ricezione. A fine anno decise di cambiare istituto.
Pearsall scelse di trasferirsi a Florida, dopo avere considerato anche Oregon. Durante il training camp subì un infortunio a un piede ma riuscì a riprendersi prima dell'inizio della stagione. Chiuse l'annata con 33 ricezioni per 661 yard e 5 touchdown.

## Carriera professionistica

### San Francisco 49ers
Pearsall fu scelto nel corso del primo giro (31º assoluto) del Draft NFL 2024 dai San Francisco 49ers. Il 2 settembre fu inserito in lista riserve/infortuni non legati al football a causa del suo coinvolgimento in una sparatoria con un ladro che gli voleva rubare un Rolex in cui fu ferito al petto in modo non grave. Dopo la convalescenza, riuscì a debuttare subentrando nel settimo turno contro i Kansas City Chiefs ricevendo 3 passaggi per 21 yard dal quarterback Brock Purdy nella sconfitta. La settimana successiva disputò la prima gara come titolare nella vittoria sui Dallas Cowboys ricevendo 4 passaggi per 38 yard. Il primo touchdown lo ricevette nel decimo turno contro i Tampa Bay Buccaneers. La sua stagione da rookie si chiuse con 31 ricezioni per 400 yard e 3 touchdown in 11 presenze, di cui 4 come titolare.